# Weisseritz
La Weißeritz est un affluent de l'Elbe de 12 km de long qui traverse Freital et Dresde  en Saxe (Allemagne). 

## Étymologie
Son nom vient du slave occidental bystrica (eau sauvage). Le nom officiel utilisé dans les documents et les cartes hydrographiques est la Weißeritz unie. 

## Géographie
La source de la rivière se situe à environ 180 mètres d'altitude. La rivière est formée par deux affluents, la Wilde Weißeritz et la Weißeritz Rouge (en) à Freital. Bien que la Wilde Weißeritz soit le plus long affluent, les bassins des deux rivières Weißeritz ont presque la même superficie (162,7 km2 et 161,2 km2).
La Weißeritz traverse la vallée profonde de Plauenscher Grund entre Freital et Dresde et se jette dans le Bassin de Dresde. La route ferroviaire de Dresde à Nuremberg passe le long du  fleuve, au creux de sa vallée. La rivière est maintenant canalisée. Elle a été déplacée dans l’ancien lit d’un affluent à Dresde pour limiter les risques d’inondations.

## Crues
La Weißeritz a causé des grands dégâts à Dresde et Fretail pendant les grandes inondations de 2002 en Europe. La rivière atteint la Gare Centrale de Dresde et aussi le Zwinger et inonde quelques parties du centre-ville. Le fleuve est sorti de son lit artificiel près du centre-ville et a rejoint l’Elbe en dévalant à travers son ancien lit.